# La Tragédie de Salomé
Pour les articles homonymes, voir Salomé.
La Tragédie de Salomé, opus 50, est un drame muet en deux actes et sept tableaux, sur une musique de Florent Schmitt composée en 1907, d'après un poème de Robert d'Humières. Sa durée est d'environ une heure.
Schmitt en tira une suite symphonique en 1910, version de concert pour grand orchestre, avec voix de soprano ou hautbois, dont la durée fut réduite de moitié. De cette version, il fit également une transcription pour piano.

## Créations et réception
La première audition du mimodrame eut lieu le 9 novembre 1907 au Théâtre des Arts à Paris, l'orchestre était dirigé par Désiré-Émile Inghelbrecht.
Distribution des rôles : Loïe Fuller, Salomé ; J. Zorelli, Hérodias, M. Gorde, Hérode, Lou van Tel, Jean-Baptiste. L'accueil du public et de la critique fut favorable,.
La suite symphonique pour grand orchestre a quant à elle été créée aux Concerts Colonne le 8 janvier 1911 par Gabriel Pierné. Elle est dédiée à Igor Stravinsky. Une nouvelle fois, le public et la critique accueillirent favorablement cette œuvre de Schmitt remaniée, qui eut même un écho supérieur à l'œuvre initiale.

## Origines de l'œuvre

### Le poème de Robert d'Humières

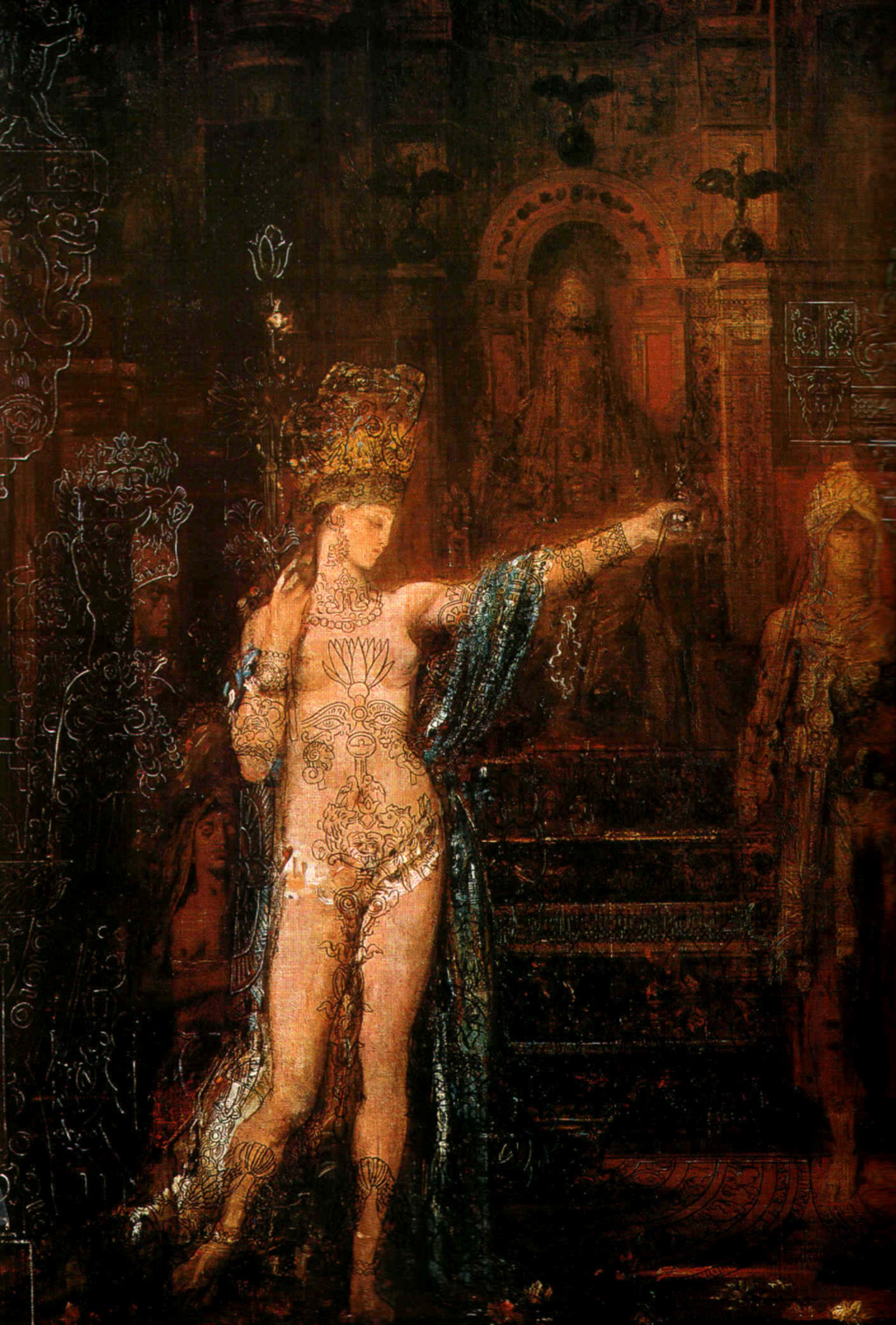
Salomé dansant dite "Salomé tatouée", Gustave Moreau, 1876

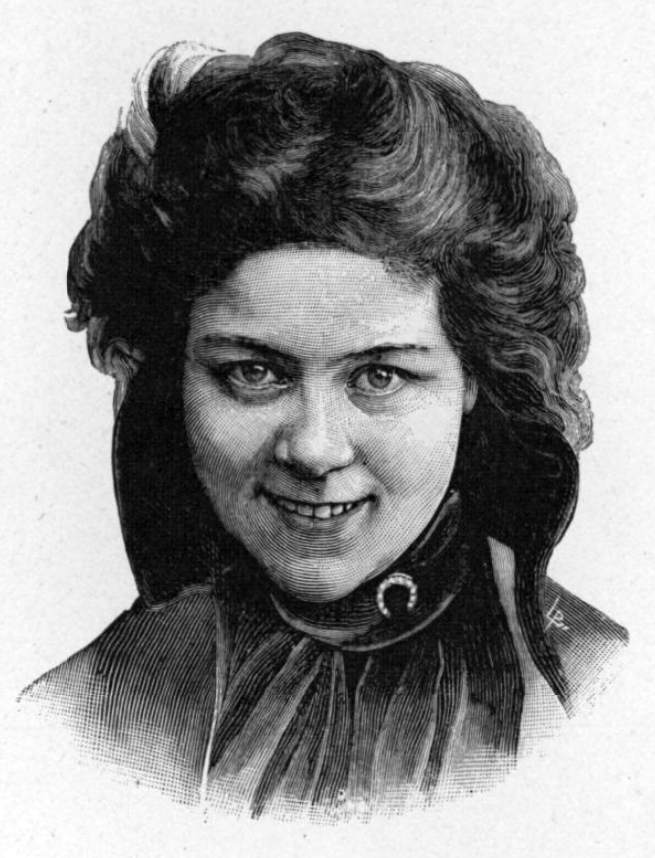
Loïe Fuller, créatrice du rôle de Salomé.

Quelques mois après la première représentation de Salomé de Richard Strauss, donnée au Théâtre du Châtelet en mai 1907, Robert d'Humières, traducteur de Kipling et nouvellement nommé directeur du Théâtre des Arts, décidait de monter un spectacle chorégraphique, librement inspiré du personnage biblique de Salomé et écrit pour la danseuse Loïe Fuller. D'Humières, qui avait entendu peu auparavant le Psaume XLVII de Florent Schmitt et s'était enthousiasmé, sollicita naturellement le compositeur durant l'été 1907, par l'intermédiaire de Jean Forestier, un ami de Schmitt.
Florent Schmitt avait notamment découvert la musique de la Turquie orientale durant son séjour à la Villa Médicis et devait par la suite composer plusieurs partitions inspirées de personnages de l'Antiquité et de la mythologie (Antoine et Cléopâtre, Salammbô).
Il accepta aussitôt la proposition, et composa la Tragédie de Salomé en deux mois, durant l'automne 1907.
Schmitt devait cependant se heurter à un obstacle majeur : il fut contraint de réduire l'effectif orchestral à une vingtaine d'instrumentistes, compte tenu de l'infrastructure exiguë du théâtre des Arts, ce qui représentait un défi pour lui qui avait récemment prouvé son goût pour les grandes orchestrations (Psaume XLVII). Par ailleurs, la création parisienne de Salomé de Richard Strauss venait d'avoir lieu quelques mois auparavant, et même s'il s'agissait ici d'un genre musical différent, Schmitt n'aurait pu supporter une comparaison qui aurait tourné à son désavantage. Il sut contourner cet obstacle de taille par une subtile orchestration, qui maniait habilement les contrastes de la partition, et mettait en valeur une grande diversité sonore.

### Recherche d'exotisme et mythe de Salomé
En France, la Belle Époque manifeste un engouement musical marqué pour un exotisme plus ou moins orientaliste, qui influença nombre de compositeurs pendant plusieurs décennies, tant en France qu'à l'étranger. Hérodiade de Jules Massenet (1881) est l'une des premières œuvres d'envergure qui va chercher son inspiration dans une atmosphère "orientalisante", avant Pagodes, première pièce des Estampes (1903) de Claude Debussy ou Shéhérazade de Maurice Ravel qui lui est contemporaine. En Allemagne, le personnage de Salomé inspira Richard Strauss, avec son opéra homonyme, (1907), puis Antoine Mariotte (1908). Plus de quarante ans après Hérodiade de Massenet, Puccini composa Turandot, son ultime œuvre dans laquelle on peut encore parler "d'atmosphère orientale".

### L'année musicale 1907

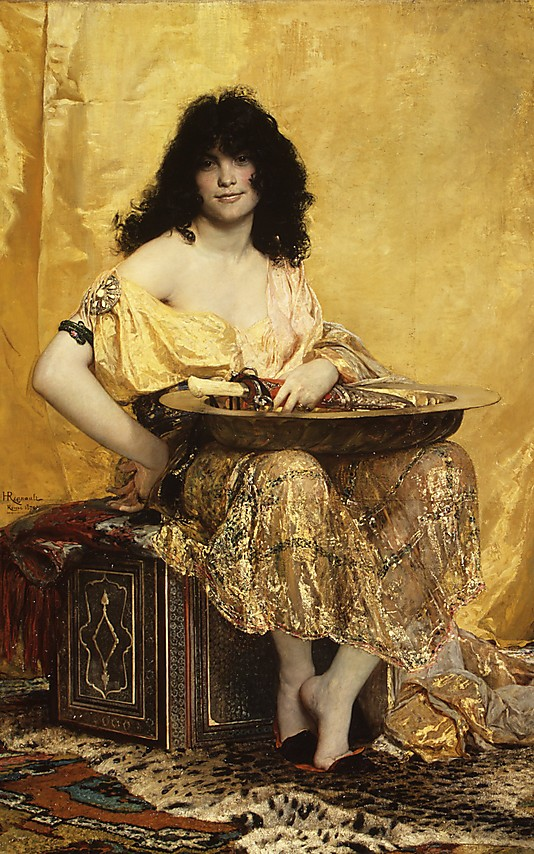
Salomé, Henri Regnault, 1870

Au moment où Schmitt accepte la proposition de Robert d'Humières, il a déjà composé son monumental Psaume, et entrepris l'écriture du Quintette pour piano et cordes, commencé deux ans plus tôt à Rome. Il terminera celui-ci en 1908, soit après sa Tragédie de Salomé. Debussy travaille à son second livre des Images : Cloches à travers les feuilles, Et la lune descend sur le temple qui fut, Poissons d'Or, qui sera publié l'année suivante. Ravel, quant à lui, écrit sa Rapsodie espagnole.
Le printemps musical en France a été marqué par la création à Paris de Salomé de Richard Strauss, donné le 8 mai au Théâtre du Châtelet, et seulement deux jours plus tard, celle d'Ariane et Barbe-Bleue de Paul Dukas à l'Opéra Comique. C'est aussi l'année de la création des ballets russes de Serge de Diaghilev.

## L'œuvre

### L'effectif orchestral
| Instrumentation de la version originale (1907)                                      | Instrumentation de la suite symphonique (1910)                                                                     |
| Cordes                                                                              | Cordes |
| un quintette de cordes, 1 harpe                                                     | un quintette de cordes, 2 harpes                                                                                   |
| Bois                                                                                | Bois |
| 1 flûte jouant le piccolo, 1 hautbois jouant le cor anglais, 1 clarinette, 1 basson | 2 flûtes, 1 piccolo, 2 hautbois, 1 cor anglais, 2 clarinettes, 1 clarinette basse, 2 bassons, 1 sarrusophone       |
| Cuivres                                                                             | Cuivres |
| 2 cors en fa, 1 trompette en ut, 2 trombones                                        | 4 cors en fa, 3 trompettes en ut, 3 trombones, 1 tuba                                                              |
| Percussions                                                                         | Percussions |
| timbales, grosse-caisse, cymbales, tam-tam, tambour de basque, triangle             | timbales, caisse claire, triangle, cymbales, grosse caisse, tam-tam, jeu de timbre, célesta (absent du conducteur) |
| Voix                                                                                | Voix |
| Une voix derrière la scène (ré♯3-la♭4)                                              | Voix de femmes derrière la scène (3 ou 6)                                                                          |

### Présentation sommaire de l'œuvre
Un premier tableau d'exposition nous dévoile un décor somptueux, le Palais d'Hérode, et sa terrasse, surplombant la Mer Morte. Puis, nous assistons à six danses, soit autant de visages de la personnalité de Salomé : de l'insouciance de sa jeunesse jusqu'à l'effroi, en passant successivement par l'orgueil, la sensualité, la cruauté et la luxure, on observe une progression dramatique que l'on retrouve étayée par la partition de Schmitt, qui, fasciné par l'Orient, a composé une œuvre intense et envoûtante, se prêtant parfaitement à la représentation scénique. La musique envoûte par ses différentes palettes de couleurs tantôt sombres, tantôt éclatantes, et par son audace tant harmonique que rythmique. Certains musicologues ont décelé dans les rythmes saccadés de la danse de l'effroi, les prémices du futur Sacre du Printemps de Stravinsky.
Dans le poème de Robert d'Humières, la tension se joue non pas entre Salomé et Jean-Baptiste, mais entre elle et son beau-père Hérode, qu'elle tente de séduire à tout prix par ses danses provocantes. C'est dans ce duel que sont perceptibles la sensualité et la tragédie du livret, et l'issue fatale de l'œuvre, qui se veut avant tout morale, fait disparaître Salomé, finalement engloutie dans une véritable apocalypse.

### Argument
1er tableau
Le soleil se couche. Jean apparaît et traverse lentement la terrasse. Autour de lui, tout le scandalise : l'atmosphère de soupçon et de luxure, l'odeur de harem et de bourreau.
2e tableau

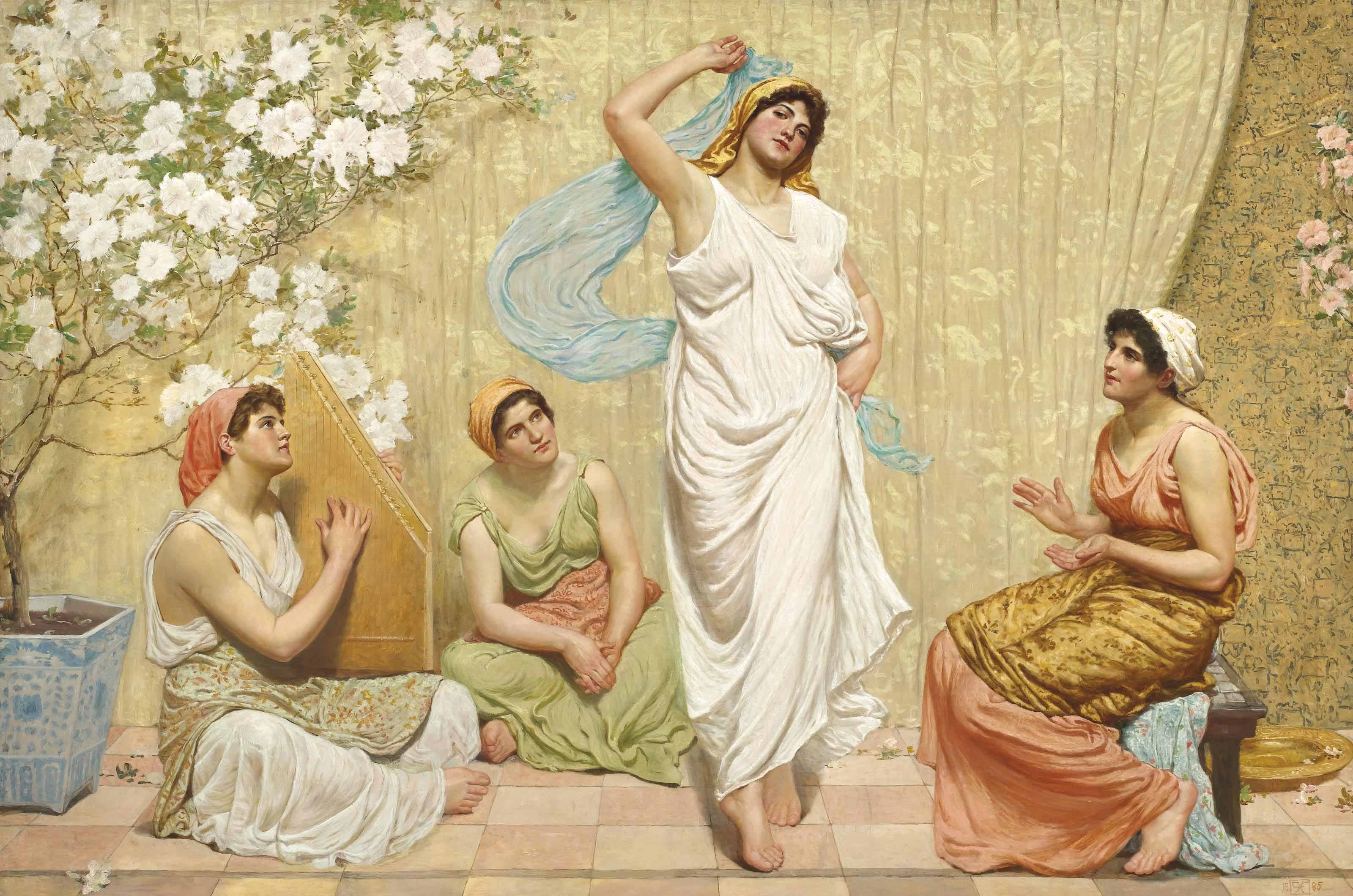
The Dance of Salome, Robert Fowler, 1885

Des flambeaux éclairent la scène. Leur lumière arrache des étincelles aux étoffes et aux joyaux qui se répandent hors d'un coffre précieux. Danse des Perles
3e tableau
Hérode est assis sur le trône, Hérodias à ses côtés. Des femmes apportent des coupes de vin. Danse du Paon
4e tableau
La danseuse a disparu. Hérode, d'abord surpris, laisse entrevoir un sentiment de curiosité où affleure le désir naissant. Danse des Serpents
5e tableau
Les ténèbres enveloppent Hérode perdu dans les pensées de luxure et de crainte, tandis qu'Hérodias, vigilante, l'épie. Alors, sur la mer maudite, des lumières mystérieuses semblent naître des profondeurs, les architectures de la Pentapole engloutie se révèlent confusément sous les flots, on dirait que de vieux crimes renaissent et invitent Salomé. Enchantements sur la mer, Danse de l'Acier, Chant d'Aïça.
6e tableau

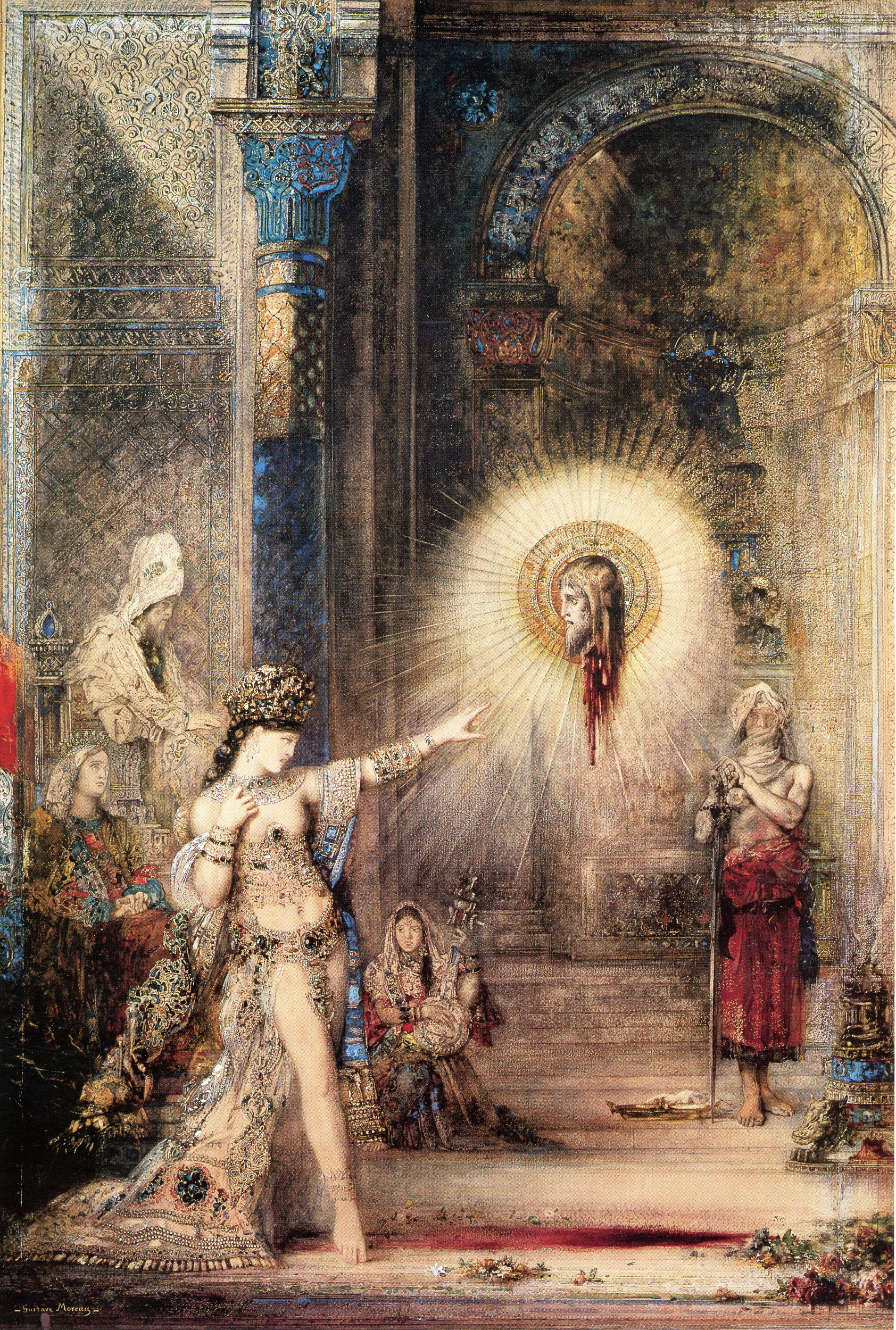
L'Apparition, aquarelle, Gustave Moreau (1875)

Le ciel s'est obscurci. Un tonnerre lointain roule. Salomé commence à danser. Les ténèbres envahissent la scène et le reste du drame ne s'entrevoit que par éclairs. C'est la danse lascive, la poursuite d'Hérode. Salomé saisie, ses voiles arrachés par la main du tétrarque. Elle est nue un instant. Mais Jean s'avance et la recouvre de son manteau. Mouvement de fureur d'Hérode vite interprété par Hérodias dont un signe livre Jean au bourreau qui l'entraîne. Le bourreau réapparaît. Il tient la tête sur un plateau d'étain. Salomé s'empare de son trophée. Puis, comme touchée d'une inquiétude soudaine, elle court jusqu'au bord de la terrasse et précipite le plateau sanglant dans la mer. Celle-ci apparaît soudain couleur de sang. Salomé s'abat évanouie.
7e tableau
Salomé revient à elle. La tête de Jean apparue la fixe puis disparaît. Elle se détourne : la tête en un autre point de la scène la regarde de nouveau. Épouvantée, elle tourne sur elle-même pour fuir les visions sanglantes qui se multiplient, et c'est la danse de la Peur. Un vent furieux enveloppe la danseuse ; l'ouragan laboure la mer. Les hauts cyprès se tordent tragiquement, se brisent avec fracas. La foudre s'abat. La chaîne entière de Moab s'embrase. Le Mont Nébo jette des flammes. Tout s'abat sur la danseuse qu'emporte un délire infernal.

### Indications scéniques de la partition originale
Prélude [= Premier tableau]
Le rideau se lève sur la scène vide. Le soleil se couche sur les monts de Moab. Le précurseur [Jean] apparaît et traverse lentement la scène.
Deuxième tableau
Hérode et Jean sont appuyés sur la balustrade de la terrasse, regardant la mer. Paraît Hérodias sortant du palais. Mouvement d'arrêt à la vue des deux hommes. Elle reprend sa marche. Entre Salomé. Rentrée d'Hérodias, qui presque aussitôt remonte l'escalier. Salomé la suit peu après, suivie de nègres porteurs d'un coffre.
Troisième tableau
Hérodias ouvre le coffre. Entre Salomé. Salomé retire d'un grand coffre en cuir de rhinocéros des bijoux, des tissus et des voiles lamés d'or. Première danse (joyeuse) [= Danse des Perles]. À l'idée de paraître si belle devant le Tétrarque elle se met à danser. Hérodias ravie prend passionnément Salomé dans ses bras.
Quatrième tableau
La nuit. Rideau. Les esclaves vont offrir à Hérode et à Hérodias des rafraîchissements. Salomé apparaît sous le portique. Danse du Paon (introduction). Elle salue le Roi. Danse du Paon (proprement dite). Sortie de Salomé. Salomé disparaît. Hérode se lève.
Cinquième tableau
Hérode, un coude sur le genou, se couvre les yeux de la main. Jean l'interroge du regard. Ses yeux rencontrent ceux d'Hérodias pleins de haine. Danse des Serpents (introduction). Salomé réapparaît avec dans chaque main deux grands serpents de l'espèce des cérastes. Danse des Serpents (proprement dite). Salomé disparaît comme emportée dans un tourbillon d'écailles bruissantes et de replis convulsés…
Sixième tableau
Hérode est perdu dans des pensées de luxure et de crainte. Hérodias, immobile et vigilante, reste à ses côtés dans la ténèbre qui les enveloppe. Les enchantements sur la mer. Sur la mer maudite des lueurs mystérieuses s'agitent, semblant naître des profondeurs. Salomé réapparaît dans une lumière nouvelle. Danse de l'Acier. Salomé vient s'abattre aux pieds d'Hérode. Celui-ci se baisse comme pour l'étreindre. Il repousse Hérodias qui tente d'arrêter son geste. Jean s'avance grave et impérieux et lui effleure le bras. Hérode, comme une bête domptée, retombe sur le trône. Jean recule lentement dans l'obscurité. Les enchantements sur la mer reprennent, moins terribles à présent que renouvelés. Chant d'Aïça (recueilli sur les bords de la Mer Morte par Salvador Peïtari). Salomé paraît. Hérode se penche, subjugué. Danse blanche (= Danse des Éclairs). Premier éclair : Salomé danse. Deuxième éclair : Hérode se lève à demi. Troisième éclair : Il se rapproche de la danseuse. Quatrième éclair : Elle le fuit. Cinquième éclair : Il va la saisir, Hérodias s'est levée. Sixième éclair : Il se jette sur elle et lui arrache son vêtement. Septième éclair : Elle est nue par terre et Jean venu rapidement du fond de la terrasse la voile de son manteau de bure. Huitième éclair : Geste furieux d'Hérode. Hérodias l'interprète comme l'arrêt de mort de Jean. Neuvième éclair : Les Noirs entraînent Jean. Hérode haletant est retombé sur le trône. Hérodias près de lui tend l'oreille, Salomé reste immobile. Les Noirs réapparaissent avec la tête de Jean. Salomé saisit le plateau et fait le simulacre de commencer une danse. Soudaine, elle s'aperçoit, avec horreur, que la tête lentement disparaît. Bientôt le plateau est vide entièrement. Salomé éperdue bondit vers le parapet. Elle saute debout dessus. D'un grand geste elle lance dans la mer le plateau sanglant et la mer maudite fume au contact du sang du précurseur.
Septième tableau
Danse de l'Effroi. Elle détourne son regard. La tête est de nouveau devant elle sur le chapiteau d'une colonne. Comme elle danse, l'orage éclate. Un vent furieux l'enveloppe. Les dômes du palais croulent sur la colline. Rideau.

### La partition de 1910
Dans la suite pour grand orchestre en deux parties (1910), avec chœur féminin, voix de soprano ou hautbois, Florent Schmitt supprima les parties suivantes : Danse du Paon, Danse du Serpent, Danse de l'Acier, ce qui réduisit l'œuvre environ de moitié. Ainsi, il put offrir à l'orchestre élargi la capacité d'exploiter pleinement les ressources et la richesse de la nouvelle partition, dont l'exubérance convenait mieux à son tempérament passionné de coloriste romantique.
1re partie 
- Prélude
- Danse des Perles

2e partie
- Les enchantements sur la mer
- Danse des Éclairs
- Danse de l'Effroi

### Note de programme pour laSuite symphonique
Première partie
- Prélude

Une terrasse du Palais d'Hérode, dominant la Mer Morte. — Les monts de Moab ferment l'horizon, roses et roux, dominés par la masse du Mont Nébo d'où Moïse, du seuil de la Terre Promise, salua Chanaan avant de mourir. — Le soleil est à son déclin.
- Danse des Perles

Des flambeaux éclairent la scène. — Leur lumière arrache des étincelles aux étoffes et aux joyaux qui se répandent hors d'un coffre précieux. Hérodias, pensive, y plonge les mains, puis élève des colliers, des voiles lamés d'or. Salomé, comme fascinée, apparaît, se penche, se pare, puis, avec une joie enfantine, esquisse sa première danse.
Deuxième partie
- Les enchantements sur la mer

Salomé a disparu. — Les ténèbres enveloppent Hérode, perdu dans des pensées de luxure et de crainte, tandis qu'Hérodias, vigilante, l'épie.
Alors, sur la mer maudite, des lumières mystérieuses s'émeuvent, semblent naître des profondeurs. — Les architectures de la Pentapole engloutie se révèlent confusément sous les flots. On dirait que les vieux crimes reconnaissent et invitent Salomé fraternelle. — C'est comme une projection sur un miroir magique du drame qui se joue dans les cervelles du couple muet, assis là dans la nuit. — La musique commente la fantasmagorie démoniaque.
Des lambeaux de vieux chants d'orgie, étranglés par la pluie de bitume et de cendres, aux terrasses de Sodome et de Gomorrhe, s'exhalent confusément. Des mesures brèves de danses, des frissons de cymbales étouffées, des claquements de mains, des soupirs, un rire fou qui fuse…
Une voix solitaire s'élève. Elle monte des profondeurs de la Mer Morte, plane sur les abîmes du Passé, du Désert, du Désir.
Hérode, subjugué, écoute. Des vapeurs, à présent, s'élèvent de la mer, des formes enlacées se dessinent, montent de l'abîme, vivante nuée dont soudain, comme enfantée par le trouble songe et l'antique péché, surgit, irrésistible, Salomé.
Un tonnerre lointain roule. Salomé commence à danser. Hérode se lève.
- Danse des Éclairs

Les ténèbres totales ont envahi la scène et le reste du drame ne s'entrevoit que par éclairs. C'est la danse lascive, la poursuite d'Hérode, la fuite amoureuse, Salomé saisie, ses voiles arrachés par la main du Tétrarque… Elle est nue un instant, mais Jean, subitement apparu, s'avance et la couvre de son manteau d'anachorète. Mouvement de fureur d'Hérode, vite interprété par Hérodias, dont un signe livre Jean aux bourreaux qui l'entraînent et réapparaissent bientôt.
La Tête !…
Chargeant les épaules nues des bourreaux, le grand plat d'or tangue sous son faix. Les glaives croisées l'exhaussent, promesse à jamais tue, vaste espoir fauché du monde.
Salomé, triomphante, s'empare du trophée, esquisse un pas, chargée de son funèbre faix. Puis, comme touchée d'une inquiétude soudaine, comme si la voix du supplicié avait murmuré à son oreille, elle court tout à coup jusqu'au bord de la terrasse et, par-dessus les créneaux, précipite le plateau dans la mer. Celle-ci apparaît soudain couleur de sang et, tandis qu'une terreur éperdue balaie Hérode, Hérodias, les bourreaux en une déroute affolée, Salomé s'abat, évanouie.
Salomé revient à elle. — La Tête, apparue, la fixe, puis disparaît. — Salomé tressaille, se détourne. — La Tête, en un autre point de la scène, la regarde de nouveau. Salomé veut se dérober. Et les têtes se multiplient, surgissent de toutes parts.
Épouvantée, Salomé tourne sur elle-même pour fuir les visions sanglantes.
- Danse de l'Effroi

Comme elle danse, l'orage éclate. Un vent furieux l'enveloppe. Des nuées sulfureuses roulent dans le précipice ; l'ouragan balance la mer. Des trombes de sable se ruent des solitudes désertiques. Les hauts cyprès se tordent tragiquement, se brisent avec fracas. La foudre fait voler les pierres de la citadelle. Le Mont Nébo jette des flammes. La chaîne entière de Moab s'embrase. Tout s'abat sur la danseuse qu'emporte un délire infernal.
Robert d'Humières

### Représentations scéniques

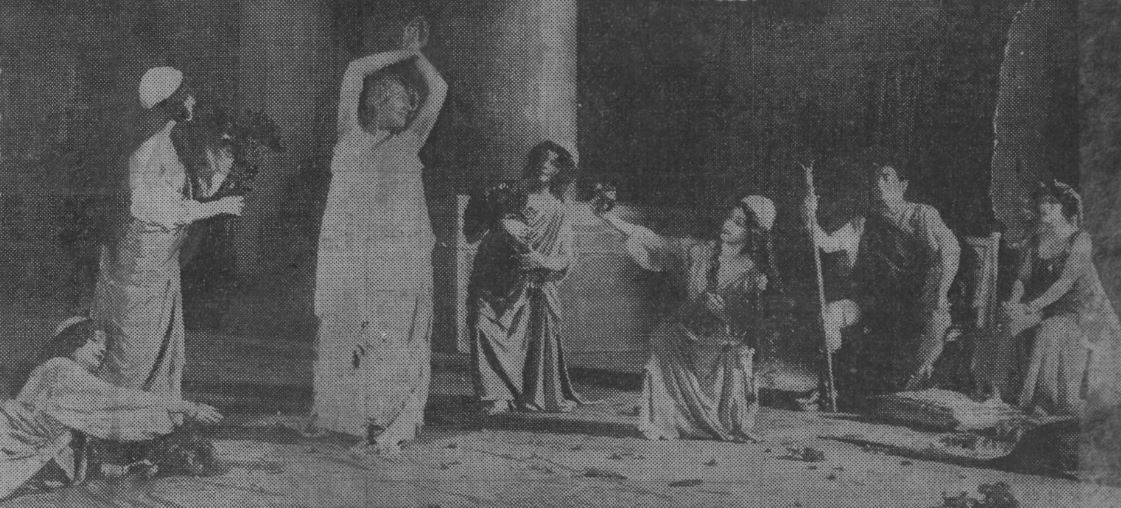
Reprise par Natacha Trouhanova en 1912.

Après Loïe Fuller qui triompha au Théâtre des Arts à Paris lors de sa création, La Tragédie de Salomé, inscrite au répertoire de l'opéra dans les années 1910, fut reprise de nombreuses fois à la scène au cours du XXe siècle, notamment par Natacha Trouhanova. La Tragédie de Salomé a fait l'objet d'un ballet chorégraphié par Boris Romanow, interprété par Tamara Karsavina dans des décors et costumes de Serge Soudeïkine ; cette œuvre fut créée au Théâtre des Champs-Élysées par les Ballets russes en 1913.
En 1919, la danseuse Ida Rubinstein remporta un vif succès à l'Opéra de Paris, avec le ballet dirigé par M. Guerra et Camille Chevillard au pupitre de l'Orchestre de l'Opéra ; les costumes et décors étaient dus à M. Piot. D'autres danseuses, notamment Tamara Karsavina et Yvonne Daunt, ont été aussi plus tard applaudies dans le rôle-titre. En 1919, le ballet est inclus au répertoire de l'opéra de Paris (chorégraphie : Nicola Guerra ; Salomé : Rubinstein). Yvonne Daunt en 1922, Olga Spessivtzeva en 1928, Suzanne Lorcia en 1944 et Lycette Darsonval (chorégraphie : Albert Aveline) en 1954 dansent le rôle de Salomé,.

### Créations à l'étranger
Aux États-Unis, on put entendre pour la première fois La Tragédie de Salomé au Symphony Hall de Boston, le 28 novembre 1913. Karl Muck dirigeait le Boston Symphony Orchestra. Mais l'accueil y fut beaucoup plus mitigé qu'à Paris, et tout en reconnaissant certaines qualités à l'œuvre, la critique fut plutôt déconcertée par sa nouveauté. À New York, la création eut lieu au Carnegie Hall par les mêmes interprètes, le 10 janvier 1914.

### Critiques
En 1912, Igor Stravinsky écrivait à Florent Schmitt :

« Clarens, 2-11-1912.
Cher et très cher ami, quand est-ce que votre géniale Salomé paraîtra afin que je puisse passer d'heureuses heures en la jouant d'un bout à l'autre à la folie. Je dois avouer que c'est la plus grande joie qu'une œuvre d'art m'ait causée depuis longtemps. Et c'est sans flatterie ! Croyez-moi ! Je suis fier qu'elle me soit dédiée.
Votre Igor Strawinsky. »

## Discographie
Version originale de 1907
- Orchestre philharmonique de Rhénanie-Palatinat, dir. Patrick Davin, Marie-Paule Fayt (Davin), voix ; enr. 18-19 décembre 1991, Marco Polo ℗1993[18] - Naxos, collection « Patrimoine » ℗1993
- Ensemble Les Apaches, dir. Julien Masmondet, Sandrine Buendia, voix ; enr. 10-11 décembre 2021, b.records ℗2023
- La Tragédie de Salomé op. 50. Chant élégiaque op. 24, version de 1907, avec Ambur Braid, soprano ; Philipp Staemmler, violoncelle. Orchestre symphonique de la radio de Francfort, direction : Alain Altinoglu ℗ mai 2024 (enregistré en 2021 et 2022)[19]

Version pour grand orchestre, chœur de femmes et soprano ou hautbois
- Detroit Symphony Orchestra, dir. Paul Paray, enr. 23 mars 1958, Mercury ℗1960, rééd. 1994[20]
- New Philharmonia Orchestra, dir. Antonio de Almeida, enr. 1970, RCA ℗1970, rééd. ReDiscovery[20]
- Orchestre National de l'ORTF, dir. Jean Martinon, enr. 6-7 octobre 1972, EMI Pathé-Marconi ℗1973, rééd. 1987[20]
- Orchestre philharmonique de Radio France, dir. Marek Janowski, enr. octobre 1988 (l'orchestre a encore le nom de « Nouvel Orchestre philharmonique »), Erato, collection « Musifrance » ℗1990[21]
- BBC National Orchestra and Chorus of Wales, dir. Thierry Fischer, enr. 24-25 octobre 2006, Hyperion ℗2007[20]
- Orchestre symphonique de la SWR de Baden-Baden et Fribourg-en-Brisgau, dir. Sylvain Cambreling, enr. décembre 2007, Hänssler ℗2007[20]
- Orchestre philharmonique Borusan d'Istanbul (en), dir. Sascha Goetzel, enr. 24-29 mai 2009, Onyx ℗2010[20] (OCLC 811550698)
- Orchestre symphonique de l'État de São Paulo, dir. Yan Pascal Tortelier, enr. 5-9 juillet 2010, Chandos ℗2011[20]
- Orchestre Métropolitain, dir. Yannick Nézet-Séguin, enr. juillet 2010 (sans soprano ni chœur), ATMA ℗2011[20]
- Orchestre philharmonique de Buffalo, dir. JoAnn Falletta, enr. 4 mars 2019, Naxos ℗2020

Enregistrements historiques
- Orchestre symphonique du Gramophone (Paris)[22], dir. Piero Coppola, enr. septembre 1929, Gramophone W-1055/57 (78 tours)[23], rééd. Lys, collection « Piero Coppola dirige, vol. 3 » ℗2007[20]
- Orchestre des concerts Straram, dir. Florent Schmitt, enr. 18-19 avril 1930, Paris, rééd. EMI Classics, collection « Composers in person » ℗1993 – Dutton, « French Composers Conduct » ℗2009[20]
- Orchestre de la Société des concerts du Conservatoire, dir. Charles Munch, enr. 15 octobre 1942 et 3 avril 1943, Gramophone (jamais réédité)[20]
- Orchestre National de la RTF, dir. Pedro de Freitas Branco, enr. radio 21 février 1955, Forgotten Records ℗2014[20]
- Orchestre du Théâtre National de l'Opéra de Paris, dir. Pierre Dervaux, enr. 16 octobre 1957 en présence du compositeur, EMI VSM (33 tours)[23], rééd. Forgotten Records, ℗2010[20]
- Orchestre National de la RTF, dir. Pierre Dervaux, enr. radio 20 mai 1958, Forgotten Records ℗2014[20]
- Orquestra Sinfónica Nacional, Lisbonne, dir. Pedro de Freitas Branco, enr. radio 14 juillet 1961, Strauss ℗1996[20]

Réduction pour piano à quatre mains (1911)
- arrangée avec partie de hautbois dans le 3ème mouvement Les enchantements sur la mer : Leslie De'Ath et Anya Alexeyev, piano, James Mason, hautbois, Dutton ℗2011[24]

Version pour piano (1913)
- Vincent Larderet[25] (premier enregistrement mondial, 8-10 juillet 2009)[26], Naxos ℗2011